# Carles Muntaner i Bonet
Carles Muntaner i Bonet (Barcelona, 13 de setembre de 1957) és un doctor en Psicologia, especialista en addiccions i epidemiologia psiquiàtrica, i catedràtic de Salut Pública a la Universitat de Toronto. Per mitjà de la seva tasca investigadora ha alertat del perill de la desinversió i privatització dels sistemes de salut català i espanyol i ha denunciat l'oligopoli de la indústria farmacèutica perquè «deixa a molts pacients sense accedir a diversos medicaments vitals, no fa recerca en fàrmacs que es necessiten, fixa preus i innova poc, ja que pocs fàrmacs nous suposen canvis substancials pels pacients».

## Trajectòria
Després d'haver estudiat Medicina a la Universitat de Barcelona, fou professor de Psiquiatria, Farmacologia i Psicologia Mèdica a la Universitat Autònoma de Barcelona. A vint-i-vuit anys, Muntaner va anar als Estats Units i va treballar deu anys al Departament de Psiquiatria i Farmacologia Mèdica del National Institutes of Health a Maryland. A la Universitat Johns Hopkins va estudiar Salut Pública i va ser professor a Universitat de Maryland. Més tard va anar al Canadà, on actualment és catedràtic a la Universitat de Toronto en Salut Pública, Infermeria i Psiquiatria.
És coautor de l'article «The resilience of the Spanish health system against the COVID-19 pandemic» publicat a la revista mèdica The Lancet. Muntaner es va mostrar molt crític envers la gestió governamental de la pandèmia per coronavirus de 2020 a Catalunya, denunciant-ne la manca de preparació per a emergències epidemiològiques i les deficiències de la comunicació sanitària institucional.

## Obra publicada
- Political and economic determinants of population health and well-being: controversies and developments. (Coautoria amb Vicenç Navarro). Amityville, N.Y.: Baywood Pub. Co, 2004. ISBN 0-89503-278-3.
- Aprender a mirar la salud: cómo la desigualdad social daña nuestra salud. (Coautoria amb Joan Benach). Barcelona: Ediciones de Intervención Cultural / El Viejo Topo, 2005. ISBN 84-96356-39-6.[5]
- The financial and economic crises and their impact on health and social well-being. (Coeditor amb Vicenç Navarro). Amityville, New York: Baywood Publishing Company, Inc., 2014. ISBN 978-0-89503-879-1.